# Facultat de Dret (Barcelona)
La Facultat de Dret és un edifici situat a l'Avinguda Diagonal de Barcelona (Zona Universitària), catalogat com a bé cultural d'interès local.

## Descripció
Es tracta d'un edifici aïllat encerclat de jardí i altres edificis de la facultat (edifici Ilerdense i edifici Tomás i Valiente).
La planta es divideix en dos sectors. Per un costat dos cossos rectangulars paral·lels lleugerament esglaonats i separats per tres patis interiors on es concentra la funció docent. A la planta baixa el cos d'aules orientat al sud està ocupat per una àmplia zona de vestíbul del que arrenquen dos escales que comuniquen amb el primer pis on es troben les aules i els accessos coberts al cos d'aules orientat al nord. El segon sector, diferenciat estructuralment del primer, es on es troben les funcions representatives i administratives de la Facultat, amb una alçada de planta baixa i quatre pisos. Els dos cossos, contigus, però d'estructures independents, disposen d'una amplia zona de pas que els comunica.
Les façanes formen una retícula estructural, amb perfils vistos, als què s'adossen els elements de tancament de parets armades prefabricades recobertes amb gres i panys de vidre. Sobre la porta principal d'accés es troba el relleu escultòric que representa Les taules de la Llei, obra de l'escultor Josep Maria Subirachs i del ceramista Antoni Cumella. A l'Aula Magna hi ha un mural obra d'en Muxart, i l'antiga capella està decorada amb escultures obra de Saumells.

## Història
Va ser projectada el 1958 pels arquitectes Guillermo Giraldez Dàvila, Pedro López Íñigo i Xavier Subias Fages (membres del Grup R) i guardonada el mateix any pel Foment de les Arts Decoratives que va restablir el concurs municipal d'arquitectura i interiorisme mitjançant els seus premis FAD.
Sovint s'ha parlat que és el millor exemple de l'arquitectura del moviment modern a Catalunya, amb un edifici definidor de la línia racionalista compromesa amb la tecnologia. També s'ha fet esment de la influència de Ludwig Mies van der Rohe, respecte de les seves intervencions a l'Illinois Institute of Technology (IIT) a Chicago.